# Sokołowo-Parcele (województwo mazowieckie)
Sokołowo-Parcele – wieś w Polsce położona w województwie mazowieckim, w powiecie pułtuskim, w gminie Obryte. Ma status sołectwa.
| SIMC    | Nazwa    | Rodzaj    |
| ------- | -------- | --------- |
| 0515454 | Brzeziny | część wsi |
| 0515460 | Góry     | część wsi |

W latach 1975–1998 miejscowość administracyjnie należała do województwa ostrołęckiego.